# Waldemar Zacharasiewicz

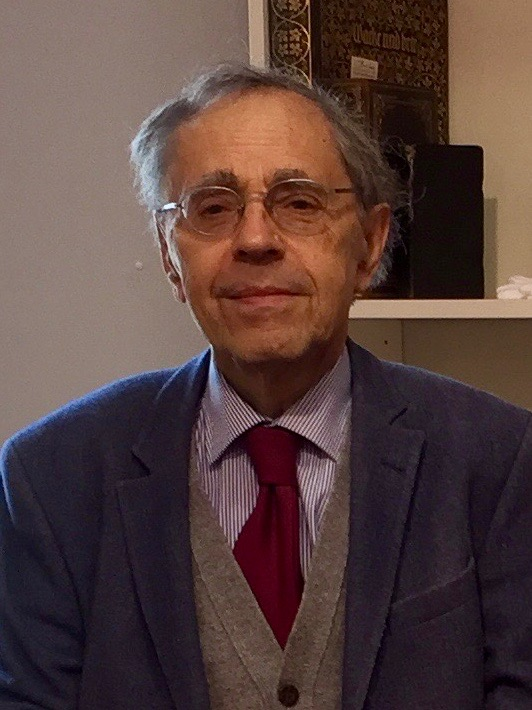
Waldemar Zacharasiewicz

Waldemar Zacharasiewicz (* 24. September 1942 in Graz) ist ein österreichischer Anglist und Amerikanist.

## Leben und Wirken
Zacharasiewicz wurde 1967 zum Dr. phil. promoviert und habilitierte sich 1974 für englische Philologie bei Franz Karl Stanzel an der Universität Graz. 1974 wurde er als ordentlicher Professor für Anglistik und Amerikanistik an die Universität Wien berufen, wo er bis zu seiner Emeritierung 2010 lehrte. Ab 1994 war er korrespondierendes und ab 2000 wirkliches Mitglied der philosophisch-historischen Klasse der Österreichischen Akademie der Wissenschaften. Seit 2012 leitet er dort die Kommission The North Atlantic Triangle: Social and Cultural Exchange between Europe, the USA and Canada als Obmann.
Er setzte sich über Jahre hinweg für den Kulturaustausch zwischen Nordamerika und Österreich ein. Zu seinen Forschungsbereichen zählten neben Sprach- und Literaturwissenschaften die Amerikanistik, die Anglistik, die vergleichende Literaturwissenschaft, die Kulturgeschichte und die neuere Geschichte. Gemeinsam mit Werner Sollors forschte er lange im Bereich der kulturellen Selbstbilder.

## Gastprofessuren
- University of Birmingham
- Shakespeare Institute and Worcester College, University of Oxford
- University of Virginia
- Yale University
- Duke University
- University of North Carolina at Chapel Hill
- Stanford University
- Universität Mainz
- University of Minnesota
- University of Maryland at College Park
- Universität Gent
- Universität Bergen
- Syddansk Universitet
- Universität Ottawa
- Universität Padua
- University of South Carolina
- University of Texas System

## Ausgewählte Mitgliedschaften
- Foreign Fellow of the Royal Society of Canada
- Academia Europaea (2010)[3]
- Europäische Akademie der Wissenschaften und Künste
- Kuratorium des Europäischen Forum Alpbach

## Ausgewählte Publikationen
- Die „Cosmic Voyage“ und die „Excursion“ in der englischen Dichtung des 17. und 18. Jahrhunderts. Dissertation, Graz 1966, überarbeitet und veröffentlicht, Wien 1966.
- Johannes Kepler, James Howell und Thomas Lansius, Der Wettstreit der europäischen Nationen als literarisches Thema im 17. Jahrhundert. In: Johannes Kepler, 1571 bis 1971, Gedenkschrift der Universität Graz. Graz 1975.
- Die Klimatheorie in der englischen Literatur und Literaturkritik: von der Mitte des 16. bis zum frühen 18. Jahrhundert (= Wiener Beiträge zur englischen Philologie. Band 77). Wien 1977, ISBN 3-7003-0160-X.
- Die Erzählkunst des amerikanischen Südens (= Erträge der Forschung. Band 270). Wissenschaftliche Buchgesellschaft, Darmstadt 1990, ISBN 3-534-08796-8.
- Das Deutschlandbild in der Amerikanischen Literatur. Wissenschaftliche Buchgesellschaft, Darmstadt 1998, ISBN 3-534-12467-7.
- Images of Germany in American Literature. University of Iowa, 2007.
- Imagology revisited (= Studia Imagologica. Band 17). Amsterdam 2010.